# Grzybienie żyworodne
Grzybienie żyworodne (Nymphaea × daubenyana W. T. Baxter ex Daubeny) – gatunek byliny z rodziny grzybieniowatych (Nymphaeaceae) pochodzenia mieszańcowego. Sztucznie wyhodowana odmiana ogrodowa (kultywar) powstała przez skrzyżowanie Nymphaea caerulea i Nymphaea micrantha.

## Morfologia

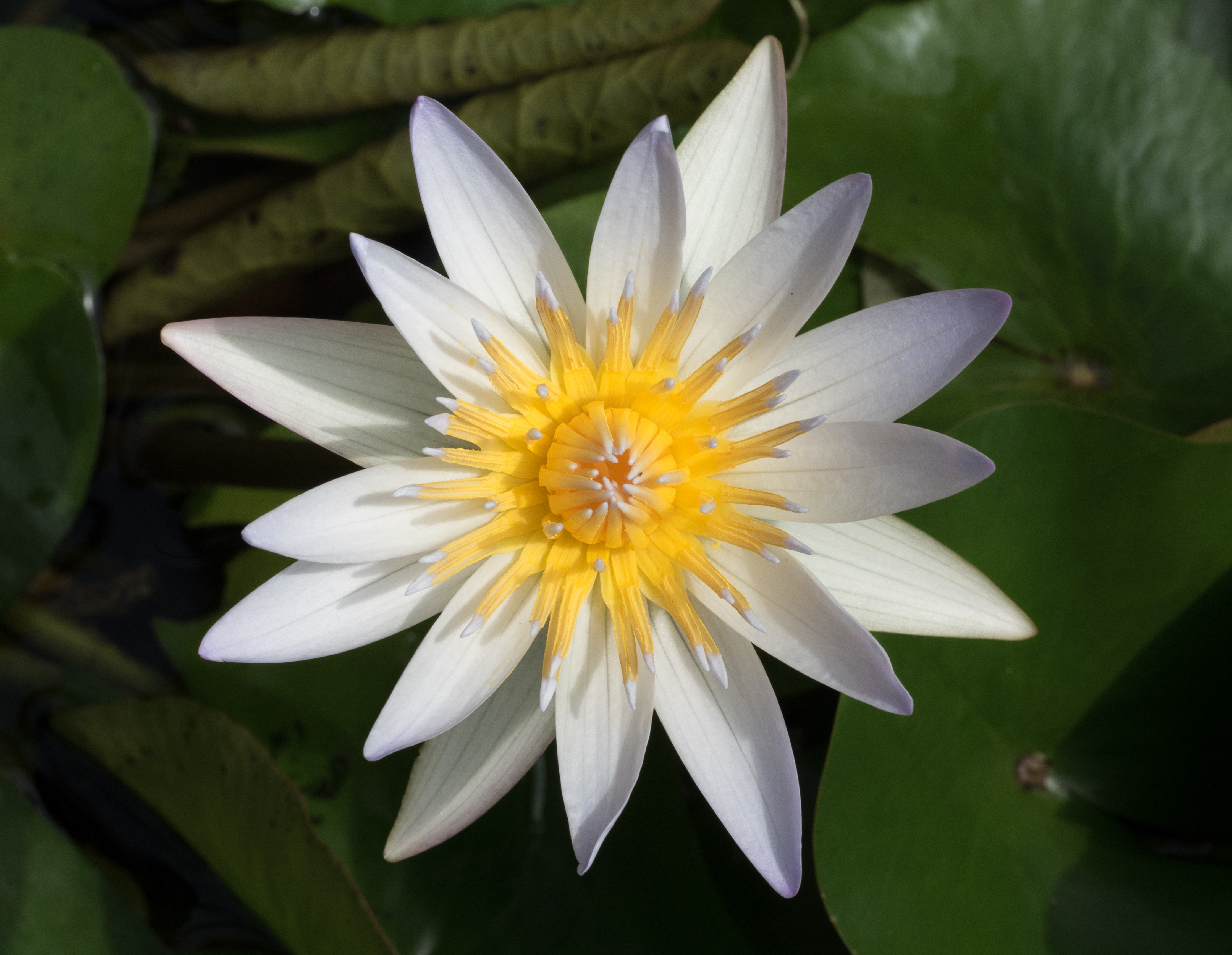
Kwiat

PokrójRoślina wodna (hydrofit), o pełzających, walcowatych kłączach. Jej liście i kwiaty unoszą się na wodzie.
LiścieLiście o kształcie owalno-sercowatym, pływające na powierzchni wody. Wierzchnia strona jest jasno lub ciemnozielonego koloru, natomiast spodnia ma czerwonofioletowy odcień. Dobrze widoczne są nerwy. W miejscu gdzie się schodzą, na wierzchniej stronie u dorosłych roślin znajduje się czerwonofioletowy pąk, z którego, w niektórych przypadkach, rozwija się niewielkich rozmiarów potomna roślina.
KwiatyDelikatne, o płatkach wznoszących się w kolorze bladofioletowym.
Kłączemocno zakorzenione w dnie bulwy w brązowym lub brązowoczarnym kolorze, posiadające ślady po podwodnych liściach, które gniją i odpadają po wypuszczeniu liści pływających.

## Biologia i ekologia
Rośnie w wodach stojących lub wolno płynących. Występuje na płytkich wodach o dnie zwykle torfowym lub piaszczysto-mulistym i mulistym. Za sprawą kłącza roślina ma możliwość rozmnażania wegetatywnego.